# Badminton aux Jeux des îles
Le badminton a fait son entrée à la création des Jeux des îles en 1985 qui se déroulaient à l'île de Man.

## Résultats
| Année | Simple messieurs         | Simple dames         | Double messieurs                      | Double dames                                 | Double mixte                         |
| 2009  | Frederik Kjærholm Elsner | Sigrun Smith         | Aksel Poulsen Bjartur Lamhauge        | Gayle Lloyd Kiara Green                      | Chris Cotillard Kimberly Ashton      |
| 2007  | Annulé                   | Annulé               | Annulé                                | Annulé                                       | Annulé                               |
| 2005  | Bror Madsen              | Mariana Agathangelou | Anton Kriel Chris Cotillard           | Mariana Agathangelou Kerry Coombs-Goodfellow | Chrid Cotillard Mariana Agathangelou |
| 2003  | Darren Le Tissier        | Elena Johnson        | Darren Le Tissier Kevin Le Moigne     | Sarah Garbutt Sally Wood                     | Darren Le Tissier Wendy Trebert      |
| 2001  | Glenn MacFarlane         | Kerry Duffin         | Glenn MacFarlane Paul Le Tocq         | Kerry Duffin Krystle Matthews                | Glenn MacFarlane Sarah Le Moigne     |
| 1999  | Darren Le Tissier        | Danielle Le Feuvre   | Darren Le Tissier Glenn MacFarlane    | Kerry Duffin Danielle Le Feuvre              | Glenn MacFarlane Sarah Le Moigne     |
| 1997  | Glenn MacFarlane         | Elizabeth Cann       | Glenn MacFarlane Mark Leadbeater      | Elizabeth Cann Danielle Le Feuvre            | Mark Leadbeater Sarah Le Moigne      |
| 1995  | Mark Leadbeater          | Elizabeth Cann       | Darren Le Tissier Mark Leadbeater     | Elizabeth Cann Danielle Le Feuvre            | Mark Leadbeater Sarah Le Moigne      |
| 1993  | Darren Le Tissier        | Elsan Nielsen        | Darren Le Tissier Ifthi Wangsa        | Nichola Hutchins Sharon Hutchins             | Darren Le Tissier Bridget Hunt       |
| 1991  | Jimmy McKenna            | Gudrún Júlíusdóttír  | Jimmy McKenna Mark Leadbeater         | Wendy Trebert Sarah Le Moigne                | Steve Watson Sally Adams             |
| 1989  | Armann Thorvaldsson      | Thordis Edwald       | Armann Thorvaldsson Snorri Ingvarsson | Jean Lawson Sally Adams                      | Steve Watson Jean Lawson             |
| 1987  | Jimmy McKenna            | Sally Podger         | Armann Thorvaldsson Adolfsson         | Sally Podger Wendy Luxton                    | Steve Watson Jean Lawson             |
| 1985  | Mark Leadbeater          | Sally Podger         | Steve Watson Ian Goodfellow           | Sally Podger Wendy Luxton                    | Steve Watson Jean Lawson             |